# Tova Helgesson
Tova Katty Valkyria Helgesson, född 21 april 1999 i Kävlinge, är en svensk videobloggare och youtubare.
Hon slog igenom 2015 och blev ett tidigt internetfenomen genom sina vardagliga youtubevideos. 2016 blev hon Guldtubens stora vinnare när hon utsågs till Årets vloggare och Årets stjärnskott. Även hennes Städar mitt rum blev Årets Youtubeklipp. I slutet av 2016 uppmärksammades hon medialt när hon fick sin Youtubekanal nedstängd efter att påklädd ha poserat i olika sexställningar i ett videoklipp. Hon fick besked om att åldern var avgörande för nedstängningen då hon inte hade fyllt 18 år. Hon fick senare tillbaka sitt konto.
Helgesson har medverkat i ett par TV-serier, bland annat haft ett eget program på SVT Play, Tova testar vuxenlivet, och Tova & Bente på Viafree som hon var programledare i tillsammans med Youtubekollegan Bente Fielding (före detta Schramm).
Medieakademin har återkommande listat henne som en av Sveriges mest inflytelserika svenskar på sociala medier.

## Priser och utmärkelser
| År   | Instiftare    | Pris               | Resultat  |
| ---- | ------------- | ------------------ | --------- |
| 2016 | Guldtuben     | Årets vloggare     | Vann      |
| 2016 | Guldtuben     | Årets stjärnskott  | Vann      |
| 2016 | Guldtuben     | Årets youtubeklipp | Vann      |
| 2016 | Guldtuben     | Årets youtuber     | Nominerad |
| 2017 | Guldtuben     | Årets snapchat     | Nominerad |
| 2017 | Medieakademin | Maktbarometern     | Plats 10  |
| 2018 | Medieakademin | Maktbarometern     | Plats 10  |
| 2019 | Medieakademin | Maktbarometern     | Plats 17  |